# Lepidonotus albopustulatus
Lepidonotus albopustulatus är en ringmaskart som beskrevs av Horst 1915. Lepidonotus albopustulatus ingår i släktet Lepidonotus och familjen Polynoidae. Inga underarter finns listade i Catalogue of Life.